# انتخابات سراسری مالت (۲۰۲۲)
انتخابات سراسری مالت در ۲۶ مارس ۲۰۲۲ برای انتخاب اعضای مجلس نمایندگان برگزار شد. پس از انتخابات ژوئن ۲۰۱۷، حزب کارگر (مالت) (PL) که از سال ۲۰۱۳ بر مالت حکومت می‌کند، اکثریت خود را در مجلس نمایندگان حفظ کرد و جوزف مسقط نخست‌وزیر باقی ماند. اما مسقط در ژانویه ۲۰۲۰ استعفا داد و رابرت آبلا جانشین او شد. در اواخر همان سال، برنارد گرچ جانشین آدریان دلیا به عنوان رهبر حزب ناسیونالیست شد.
در مجموع شش حزب در انتخابات سراسری نامزد معرفی کرده بودند. دوره مبارزات انتخاباتی که به دلیل حوادث اخیر کشور تحت الشعاع قرار گرفته بود، به عنوان آرام‌ترین دوره انتخابات در دهه‌های گذشته به‌شمار می‌رود. حزب کارگر (مالت) توانست اکثریت خود را پس از پیش‌بینی‌های نظرسنجی‌ها که حاکی از سقوط مجدد حزب کارگر (مالت) بود، حفظ کند.

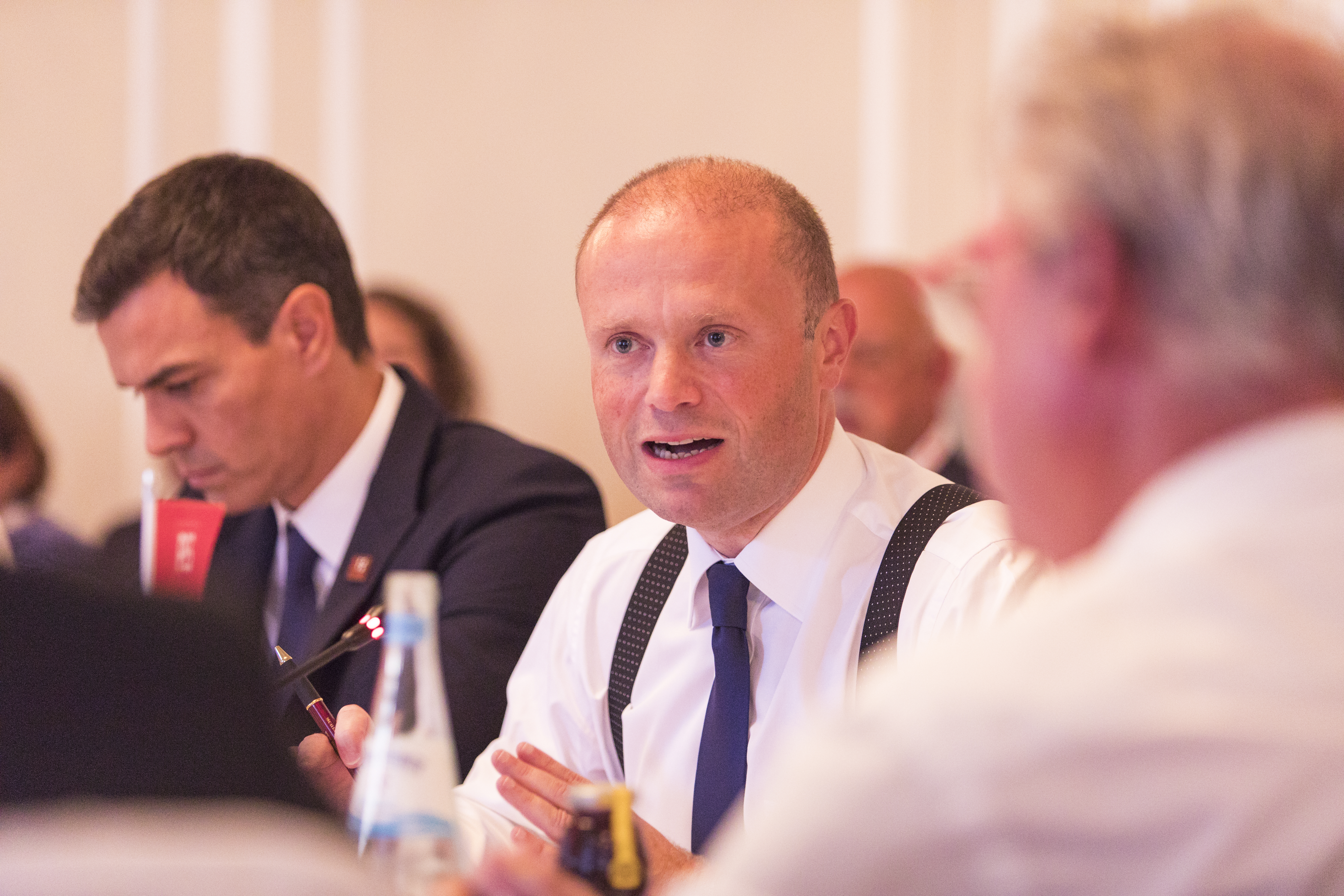
جوزف مسقط از سال ۲۰۱۳ تا زمان استعفای وی در سال ۲۰۲۰به عنوان نخست‌وزیر مالت خدمت کرد.

در انتخابات قبلی که در ژوئن ۲۰۱۷برگزار شد، حزب کارگر (مالت) که از سال ۲۰۱۳کشور را اداره می‌کند، ۵۸ درصد از آرای مردم و ۳۷ کرسی از ۶۷ کرسی مجلس نمایندگان را به دست آورد. علیرغم اتهامات فساد مالی به جوزف مسقط که از سال ۲۰۱۳ نخست‌وزیر مالت بود، با رای اعتماد دولت در این وضع مجدداً انتخاب شد. پس از انتخابات، سیمون بوسوتیل از رهبری حزب ملی‌گرا استعفا داد و آدریان دلیا جایگزین او شد. دافنه کاروانا گالیزیا، نویسنده و فعال ضد فساد از سیاستمداران حزب کارگر (مالت)، پس از آنکه کنراد میزی و کیت شمبری آنها را در اسناد پاناما افشا کرد، در اکتبر ۲۰۱۷ در یک حمله با خودروی بمب‌گذاری شده ترور شد. این ترور در نهایت به یک بحران سیاسی ختم شد که در سال ۲۰۱۹به اوج خود رسید متعاقباً، تظاهرات گسترده‌ای بین نوامبر ۲۰۱۹ ژانویه ۲۰۲۰ در مالت و در میان مهاجران مالت سازماندهی شد. مسقط در دسامبر ۲۰۱۹ استعفای خود را اعلام کرد و از ماه بعد این موضوع اجرایی شد. او به عنوان ذخیره در مجلس باقی ماند، اما در اکتبر ۲۰۲۰ استعفا داد.
1. ↑  "Labour cruises to 55% majority; Muscat says people have chosen to stay the course". Times of Malta (به انگلیسی). 4 June 2017. Retrieved 4 March 2022.
2. ↑  "Malte: le premier ministre, Joseph Muscat, reconduit au pouvoir lors des législatives". Le Monde (به فرانسوی). 4 June 2017. Retrieved 4 March 2022.
3. ↑  "Malte: le Premier ministre Muscat prête serment". LExpress (به فرانسوی). 5 June 2017. Retrieved 4 March 2022.
4. ↑  Cocks, Paul; Bianchi, James (17 September 2017). "PN leadership elections: Adrian Delia confirmed as new PN leader with 52.7% of votes". MaltaToday. Retrieved 4 March 2022.
5. ↑  "Adrian Delia wins PN leadership election with 52.7% of the vote - The Malta Independent". The Malta Independent. 16 September 2017. Retrieved 4 March 2022.
6. ↑  "Daphne Caruana Galizia killed in Bidnija car blast". Times of Malta (به انگلیسی). 16 October 2017. Retrieved 4 March 2022.
7. ↑  Garside, Juliette (16 October 2017). "Malta car bomb kills Panama Papers journalist". The Guardian. Retrieved 4 March 2022.
8. ↑  Mayhew, Freddy (14 October 2021). "Four years after murder of Daphne Caruana Galizia, Malta remains hostile environment for journalists". Press Gazette (به انگلیسی). Retrieved 4 March 2022.
9. ↑  Stancati, Margherita (29 November 2019). "Malta's Prime Minister Hit by Growing Political Crisis Over Journalist's Assassination". Wall Street Journal (به انگلیسی). ISSN 0099-9660. Retrieved 4 March 2022.
10. ↑  "Malta Parliament under siege by protesters". Al Jazeera. 3 December 2019. Retrieved 4 March 2022.
11. ↑  "Protesters block Malta's lawmakers from leaving Parliament in Valletta". Deutsche Welle (به انگلیسی). 2 December 2019. Retrieved 4 March 2022.
12. ↑  Knight, Ben (12 January 2020). "Malta: Robert Abela to replace scandal-tarnished Joseph Muscat as PM". Deutsche Welle (به انگلیسی). Retrieved 4 March 2022.
13. ↑  "Joseph Muscat resigns from parliament with 90-second speech". Times of Malta (به انگلیسی). 5 October 2020. Retrieved 4 March 2022.